# Pabellón Polideportivo Municipal Fernando Argüelles
Pabellón Polideportivo Municipal Fernando Argüelles, situată pe Strada Antonio Mohedano f.n, este o sală de sport multifuncțională din orașul Antequera, parte a municipalității Málaga din Spania. Pabellón Fernando Argüelles este locul în care clubul de futsal UMA Antequera își desfășoară meciurile de pe teren propriu din prima divizie a Ligii Naționale Spaniole de Futsal. În trecut, în sala Fernando Argüelles se jucau și meciurile echipei de handbal din Liga ASOBAL BM Antequera, până la desființarea ei, în iunie 2012.
Sala poartă numele lui Fernando Argüelles, fost handbalist al echipei BM Torcal, vechea denumire a BM Antequera. Când se afla în activitare, Argüelles a promovat cu BM Torcal în  División de Honor, fosta denumire a Ligii ASOBAL.
Pabellón Fernando Argüelles a fost inaugurată pe 10 august 1980 și a fost complet renovată în anul 2006, când echipa locală de handbal a promovat în Liga ASOBAL.

## Evenimente
În 2007, echipa națională de handbal masculin a Spaniei a jucat un meci amical împotriva Danemarcei în Pabellón Fernando Argüelles și a învins. Tot aici, pe 15 mai 2012, s-a jucat finala Cupei Spaniei la Futsal, între El Pozo de Murcia și Barcelona, meci în care Barcelona a revenit după ce era condusă și a câștigat titlul cu scorul de 6-3.

## Date tehnice
Sala poate găzdui până la 2.575 spectatori, din care 2.275 pe scaune și 300 în picioare, Suprafața de joc este din parchet și are dimensiunile de 44x26 metri.
Sala Fernando Argüelles este parte a unui complex sportiv care mai cuprinde: două săli multifuncționale dedicate diferitelor activități de întreținere, o sală de forță, o saună, două terenuri de fotbal, 7 terenuri cu iarbă artificială și o pistă de atletism.